# Watt W. Webb
Watt Wetham Webb (* 27. August 1927 in Kansas City, Missouri; † 29. Oktober 2020 in New York City) war ein US-amerikanischer Biophysiker.

## Leben
Webb erwarb 1955 bei John Torrey Norton und Ernest Carl Wagner mit der Arbeit Oxidation studies in metal-carbon systems am Massachusetts Institute of Technology (MIT) einen Ph.D. in Physik. Anschließend arbeitete er bei Union Carbide, zunächst als Forschungsmitarbeiter, dann (1959–1960) als Koordinator der Grundlagenforschung und schließlich (1960–1961) als stellvertretender Forschungsdirektor. 1961 erhielt Webb eine Professur (Assistant Professor) an der Cornell University in Ithaca, New York. 1965 erhielt er dort eine ordentliche Professur für Angewandte Physik. Ab 1998 war er S.B. Eckert Professor für Ingenieurwesen an der Cornell University.
Webb war seit 1950 mit Page Chapman Webb (1928–2010) verheiratet. Das Paar hatte drei Söhne.

## Wirken
Anfang der 1970er Jahre war Webb an der Entwicklung der Fluoreszenzkorrelationsspektroskopie beteiligt. Webb leistete grundlegende Beiträge zur Biophysik von Zellmembranen und zur Zellmigration. Gemeinsam mit Winfried Denk entwickelte Webb Anfang der 1990er Jahre die Grundlagen der Zwei-Photonen-Fluoreszenz-Mikroskopie, mit der sich Zellstrukturen dreidimensional auch tief in Geweben darstellen ließen. Webbs strenge Anwendung physikalischer Prinzipien bei der Entwicklung von optischen Geräten hatte somit einen erheblichen Einfluss auf die Beobachtbarkeit biologischer Systeme.
Webb betreute an der Cornell University mehr als 75 Doktoranden.

## Auszeichnungen (Auswahl)
- 1974 Guggenheim Fellow[5]
- 1975 Fellow der American Physical Society[6]
- 1990 Fellow der American Association for the Advancement of Science[7]
- 1991 Max Delbruck Prize[8]
- 1992 Michelson–Morley Award[9]
- 1993 Mitglied der National Academy of Engineering[10]
- 1995 Mitglied der National Academy of Sciences[11]
- 1997 Mitglied der American Academy of Arts and Sciences[12]
- 2010 Alexander Hollaender Award in Biophysics[13]
- 2013 Rosenstiel Award[14]

## Veröffentlichungen (Auswahl)
- I. Pavlova, K. R. Hume, S. A. Yazinski, J. Flanders, T. L. Southard, R. S. Weiss, Watt Wetmore Webb: Multiphoton microscopy and microspectroscopy for diagnostics of inflammatory and neoplastic lung. In: Journal of Biomedical Optics. 2012.
- D. R. Rivera, C. M. Brown, D. G. Ouzounov, I. Pavlova, D. Kobat, Watt Wetmore Webb, C. Xu: Compact and flexible raster scanning multiphoton endoscope capable of imaging unstained tissue. In: PNAS. Band 108, Nr. 43, 2011, S. 17598–17603.
- T. Baumgart, S. T. Hess, Watt Wetmore Webb: Imaging coexisting fluid domains in biomembrane models coupling curvature and line tension. In: Nature. Band 425, 2003, S. 821–824.
- W. Denk, J. H. Strickler, Watt Wetmore Webb: Two-Photon Laser Scanning Fluorescence Microscopy. In: Science. Band 248, 1990, S. 73–76.
- D. Magde, E. Elson, Watt Wetmore Webb: Thermodynamic Fluctuations in a Reacting System - Measurement by Fluorescence Correlation Spectroscopy. In: Physical Review Letters. Band 29, Nr. 11, 1972, S. 705–708.